# Apogon relativus
Apogon relativus är en fiskart som beskrevs av Randall 2001. Apogon relativus ingår i släktet Apogon och familjen Apogonidae. Inga underarter finns listade i Catalogue of Life.